# Trio elettrico
Il trio elettrico è una carovana utilizzata in molte manifestazioni musicali in Brasile, spesso legate al carnevale o ad altre feste locali.
Il convoglio è composto da un autocarro con rimorchio di testa ed uno in coda, i quali avanzano lentamente mentre tra i due mezzi si interpone il pubblico (pagante) tenuto all'interno di due corde laterali.
Durante il movimento del convoglio la musica viene suonata dall'autocarro in testa che ospita sul tetto il gruppo musicale mentre il resto del rimorchio è composto da amplificatori e diffusori elettrici; il mezzo in coda ospita i servizi igienici, in alcuni casi un bar e un palco sul tetto per il pubblico pagante (una specie di privè).